# نبرد مونت کادموس
نبرد مونت کادموس در نزدیکی لاودیکیا و در تاریخ ۶ ژانویه ۱۱۴۸ میلادی روی داد. در این نبرد، نیروی‌های صلیبی به فرماندهی لوئی هفتم از نیروهای سلطنت سلجوقی روم شکست خوردند.